# الطريق السيار تيط مليل - برشيد
الطريق السيار تيط مليل برشيد هو طريق سيار ضمن شبكة الطرق السيارة بالمغرب يربط تيط مليل ببرشيد بمسافة 31 كلم ينطلق من الطريق السيار المداري الدار البيضاء A1 و يمر عبر تيط مليل و مديونة و الدروة قرب مطار محمد الخامس الدولي وصولا إلى برشيد.

## أهداف انشاء الطريق السيار
تم انشاء هذا الطريق لتفادي المرور من الدار البيضاء عبر الطريق المداري ثم الطريق السيار نحو أكادير الذان يعتبران من الطرق التي تعرف حركة سير مرتفعة، كذلك لتقليص المسافة بالنسبة للقادمين للشمار و المتوجهين نحو الحنوب أو العكس.

## لائحة الطريق
| الطريق السيار تيط مليل - برشيد |                                    |       |       |
| النوع                          | الاتجاه                            | ↓كلم↓ | ↑كلم↑ |
|                                | الطريق السيار A1                   | 0     | 31    |
|                                | الهراويين                          | 5     | 26    |
|                                | مديونة                             | 10    | 21    |
|                                | مطار محمد الخامس-الدروة            | 15    | 16    |
|                                | محطة الاداء الدروة                 | 20    | 11    |
|                                | الطريق السيار A3 والطريق السيار A4 | 31    | 0     |

## المشروع
تم تقسيم المشروع إلى ثلاثة اشطر، الشطر الأول يمتد من ملتقى الطريقين السيارين A3 وA4 إلى ملتقى الطريق الوطنية رقم 9 على مستوى الدروة قرب مطار محمد الخامس الدولي و الشطر الثاني من ملتقى الطريق الوطنية رقم 9 إلى ملتقى الطريق الجهوية رقم 315 على مستوى مديونة ، اما الشطر الاخير من ملتقى الطريق الجهوية رقم 315 الى الطريق السيار المداري للدار البيضاء(A1) و تكلفة الاشغال حوالي 2 مليار درهم. 
بدأت الأشغال في شتنبر 2023 و ستنتهي في شتنبر 2025.